# روردالن
روردالن Roerdalen  بلدية بمقاطعة ليمبورخ، هولندا.

## طوبوغرافيا
خريطة طوبوغرافية هولندية لبلدية روردالن، يونيو 2015، (تقرأ بعد ثلاث نقرات على الخريطة)